# Kanton Saint-Germain-Laval
Kanton Saint-Germain-Laval (francouzsky Canton de Saint-Germain-Laval) je francouzský kanton v departementu Loire v regionu Rhône-Alpes. Tvoří ho 14 obcí.

## Obce kantonu
- Amions
- Bully
- Dancé
- Grézolles
- Luré
- Nollieux
- Pommiers
- Saint-Georges-de-Baroille
- Saint-Germain-Laval
- Saint-Julien-d'Oddes
- Saint-Martin-la-Sauveté
- Saint-Paul-de-Vézelin
- Saint-Polgues
- Souternon